# Sericoptera area
Sericoptera area är en fjärilsart som beskrevs av Pieter Cramer 1775. Sericoptera area ingår i släktet Sericoptera och familjen mätare. Inga underarter finns listade i Catalogue of Life.